# Drosophila allochroa
Drosophila allochroa är en tvåvingeart som beskrevs av Léonidas Tsacas 2002. Drosophila allochroa ingår i släktet Drosophila och familjen daggflugor.
Artens utbredningsområde är Kamerun, Nigeria och Kongo.